# Vulcaniella grabowiella
Vulcaniella grabowiella ist ein Schmetterling (Nachtfalter) aus der Familie der Prachtfalter (Cosmopterigidae).

## Merkmale
Die Falter erreichen eine Flügelspannweite von 7 bis 9 Millimeter. Der Kopf ist ockerbraun. Thorax und Tegulae glänzen dunkelbraun und glitzern golden. Die Tegulae sind hinten weiß gerandet. Die Vorderflügel glänzen dunkelbraun und glitzern golden. Die erhabenen Zeichnungselemente sind silbrig oder fahl goldfarben. An der Costalader sind ihnen deutliche weiße Flecke vorangestellt. Der erste Dorsalfleck befindet sich direkt unter dem ersten Costalfleck. Die Hinterflügel glänzen grau. Die ersten drei Segmente des Abdomens sind dorsal glänzend graubraun, die übrigen Segmente glänzen dunkelbraun.
Bei den Männchen ist das rechte Brachium gebogen, es verjüngt sich distal. Das linke Brachium ist leicht gekrümmt und hat einen gestutzten Apex. Die Valven sind parallelwandig und schmal. Die rechte Valvella ist kürzer als der distale Teil des Aedeagus und stark nach oben gebogen. Die linke Valvella ist sehr klein und knaufförmig. Der distale Teil des Aedeagus verjüngt sich allmählich, der Apex ist leicht gekrümmt.
Bei den Weibchen ist das 8. Segment parallelwandig. Die Antevaginalplatte ist halbrund. Die Sklerotisierung am hinteren Rand des 7. Segments ist dreieckig und hat in der Mitte eine schwach ausgebildete Leiste.

## Verbreitung
Vulcaniella grabowiella ist im Mittelmeerraum beheimatet. Das Verbreitungsgebiet reicht von der Iberischen Halbinsel bis Kleinasien.

## Biologie
Die Raupen entwickeln sich an Schopf-Lavendel (Lavandula stoechas), Echtem Thymian (Thymus vulgaris) und Thymus algeriensis numidicus. Die Art bildet zwei Generationen im Jahr. Im März und im Juni minieren die Raupen in den Blättern, die häufig zusammengesponnen sind. Dabei entstehen Fleckminen, die keinen Raupenkot enthalten. Die Raupen leben in einem Seidengespinst, das dicht mit Raupenkot bedeckt ist. Das Gespinst ähnelt dem Raupensack von Coleophora-Arten (einer Gattung aus der Familie der Miniersackträger), es ist aber unregelmäßiger und mit Kotballen bedeckt. Die Raupen verpuppen sich außerhalb der Mine. Die Falter fliegen von Anfang Juni bis Anfang.

## Systematik
Aus der Literatur ist das folgende Synonym bekannt:
- Pancalia grabowiella Staudinger, 1859

## Belege
1. 1 2 3 4 5 6  J. C. Koster, S. Yu. Sinev: Momphidae, Batrachedridae, Stathmopodidae, Agonoxenidae, Cosmopterigidae, Chrysopeleiidae. In: P. Huemer, O. Karsholt, L. Lyneborg (Hrsg.): Microlepidoptera of Europe. 1. Auflage. Band 5. Apollo Books, Stenstrup 2003, ISBN 87-88757-66-8, S. 156 (englisch).
2. ↑  Vulcaniella grabowiella bei Fauna Europaea. Abgerufen am 3. März 2003